# Denise Boyd
Denise Margaret Boyd, z domu Robertson (ur. 15 grudnia 1952) – australijska lekkoatletka, sprinterka,  dwukrotna mistrzyni igrzysk Wspólnoty Narodów, dwukrotna olimpijka.

## Kariera sportowa
Zwyciężyła w biegu na 200 metrów i w sztafecie 4 × 100 metrów na igrzyskach Konferencji Pacyfiku w 1973 w Toronto. Zajęła 5. miejsce w biegu na 200 metrów i 7. miejsce w biegu na 100 metrów na uniwersjadzie w 1973 w Moskwie.
Zdobyła trzy medale na igrzyskach Brytyjskiej Wspólnoty Narodów w 1974 w Christchurch: złoty w sztafecie 4 × 100 metrów (w składzie: Robertson, Jennifer Lamy, Raelene Boyle i Robyn Boak), srebrny w biegu na 200 metrów (za Boyle, a przed Alice Annum z Ghany) i brązowy w biegu na 100 metrów (za Boyle i Andreą Lynch z Anglii).
Na igrzyskach olimpijskich w 1976 w Montrealu zajęła 7. miejsce w finale biegu na 100 metrów, 5. miejsce w sztafecie 4 × 100 metrów i odpadła w ćwierćfinale biegu na 100 metrów. Zwyciężyła w biegach na 100 metrów i na 200 metrów, w sztafecie 4 × 100 metrów oraz w sztafecie 4 × 400 metrów na igrzyskach Konferencji Pacyfiku w 1977 w Canberze. Zajęła 6. miejsce w biegu na 200 metrów i 7. miejsce w biegu na 100 metrów w zawodach pucharu świata w 1977 w Düsseldorfie.
Na igrzyskach Wspólnoty Narodów w 1978 w Edmonton Boyd startowała w czterech konkurencjach i we wszystkich zdobyła medale. Zwyciężyła w biegu na 200 metrów (przed Sonią Lannaman z Anglii i swą koleżanką z reprezentacji Australii Colleen Beazley) zdobyła srebrny medal w sztafecie 4 × 400 metrów (w składzie: Bethanie Nail, Boyd, Maxine Corcoran i Judy Peckham) oraz srebrne medal w biegu na 100 metrów (za Lannaman i Raelene Boyle) i w sztafecie 4 × 100 metrów (w składzie: Beazley, Boyd, Lyn Jacenko i Roxanne Gelle). Ponownie zajęła 7. miejsce w finale biegu na 200 metrów i odpadła w półfinale biegu na 100 metrów na igrzyskach olimpijskich w 1980 w Moskwie.
Zdobyła srebrny medal w sztafecie 4 × 400 metrów (w składzie: Leann Evans, Boyd, Debbie Flintoff i Boyle), a także zajęła 4. miejsca w biegu na 200 metrów i w sztafecie 4 × 100 metrów na igrzyskach Wspólnoty Narodów w 1982 w Brisbane. Odpadła w półfinale biegu na 200 metrów i ćwierćfinale biegu na 400 metrów na mistrzostwach świata w 1983 w Helsinkach.
Była mistrzynią Australii w biegu na 100 metrów w 1973/1974, 1974/1975, 1978/1979 i 1979/1980, w biegu na 200 metrów w 1973/1974, 1974/1975, 1977/1978, 1978/1979, 1979/1980 i 1982/1983 oraz\ w biegu na 400 metrów w 1982/1983, a także wicemistrzynią w biegach na 100 metrów i na 200 metrów w 1972/1973 i 1975/1976.
Była jednokrotną rekordzistką Australii w biegu na 100 metrów z czaeem 11,0 s, uzyskanym 27 października 1973 w Sydney, dwukrotną w biegu na 200 metrów do wyniku 22,35 s (23 marca 1980 w Sydney) i jednokrotną w sztafecie 4 × 100 metrów z rezultatem 43,18 s, osiągniętym 31 lipca 1976 w Montrealu.

## Rekordy życiowe
Denise Boyd miała następujące rekordy życiowe:
- bieg na 100 jardów – 10,4 s (23 lipca 1978, Pullman, pomiar ręczny)
- bieg na 100 metrów – 11,0 s (27 października 1973, Sydney, pomiar ręczny)
- bieg na 100 metrów – 11,35 s (25 lipca 1980, Moskwa, pomiar automatyczny)
- bieg na 200 metrów – 22,3 s (30 grudnia 1979, Sydney, pomiar ręczny)
- bieg na 200 metrów – 22,35 s (23 marca 1980, Sydney, pomiar automatyczny)
- bieg na 400 metrów – 51,48 s (19 marca 1983, Melbourne, pomiar automatyczny)

## Rodzina
Jej mąż Ray był skoczkiem o tyczce, mistrzem igrzysk Wspólnoty Narodów w 1982 i dwukrotnym olimpijczykiem. Ich dzieci również uprawiały z powodzeniem lekką atletykę: Alana (ur. 1984) byłą tyczkarką, dwukrotną mistrzynią igrzysk Wspólnoty Narodów i trzykrotną olimpijką, Jacinta (ur. 1986) specjalizowała się w skoku w dal, a Matt (ur. 1988) w skoku o tyczce.